# Incidente de la bandera
Se conoce como el Incidente de la bandera al hecho que protagonizó el abogado y político zapatista Antonio Díaz Soto y Gama durante la Soberana Convención de Aguascalientes de 1914. Díaz Soto se opuso a firmar la bandera nacional como símbolo del pacto de todas las fuerzas, ya que condenaba «ese trapo» aduciendo que era «la bandera de Iturbide». El carácter polémico de los argumentos de Antonio Díaz Soto casi le cuesta la vida ya que supuso un desafío a las demás fuerzas revolucionarias. 

## Contexto
Los trabajos de la convención iniciaron a principios de octubre de 1914, sin embargo los zapatistas no habían asistido dada la lejanía del lugar de reuniones (ellos se encontraban combatiendo en el centro-sur del país y la convención se llevaba en el norte) por lo tanto los villistas y demás fuerzas menores del movimiento consideraron vital una invitación formal para que estuvieran presentes de las decisiones del país, así los trabajos se suspendieron hasta la llegada de la delegación zapatista a finales del mismo mes.
Contrario a lo que se cree Emiliano Zapata no asistió personalmente, en su lugar envió a una delegación de 26 personas entre las que se encontraban Paulino Martínez como presidente de la delegación y Antonio Díaz Soto y Gama como vicepresidente. Soto y Gama era ideólogo y uno de los principales pensadores del Ejército Libertador del Sur conocido por sus ideas radicales ampliamente ligado al magonismo. Zapata vio en él inteligencia y astucia para el debate, que  necesitaría a la hora de exponer e incorporar los puntos del Plan de Ayala en la Convención de Aguascalientes. Mientras que la actitud de Martínez era más mesurada. Era un periodista de línea crítica, que golpeó severamente a Francisco I. Madero durante su  mandato, por lo que incluso algunos historiadores llegaron a afirmar que Francisco Villa, enojado por el hecho, mandó asesinar a Martínez en la Ciudad de México; sin embargo su asesinato nunca quedó del todo claro y se especuló que solo era para poner rencillas entre los dos líderes Zapata y Villa.

## El incidente
El 27 de octubre de 1914 se dio la esperada llegada de la Delegación Zapatista, por tal motivo el teatro de la ciudad que servía de punto de reuniones los acogió con una ceremonia de bienvenida. Días antes Obregón y Carranza habían firmado sobre la bandera nacional como prueba para demostrar que ante todas las diferencias que pudieran existir antes estaba la patria, por ello se exigía a cada representante que quisiera participar que hiciese lo mismo.
Cuando le cedieron la palabra a Antonio Díaz Soto y Gama, tomó la tribuna, y tocó una de las fibras más sensibles de los mexicanos, su respeto a la bandera nacional: “Aquí venimos honradamente, pero creo que la palabra de honor vale más que la firma estampada en ese estandarte, ese estandarte que al fin de cuentas no es más que el triunfo de la reacción clerical encabezada por Iturbide... Señores, jamás firmaré sobre esta bandera. Estamos aquí haciendo una gran revolución que va expresamente contra la mentira histórica, y hay que exponer la mentira histórica que está en esta bandera”.
En la crónica sobre la convención escrita por Vito Alessio Robles y titulada "La Convención revolucionaria de Aguascalientes", narra que, después del incendiario discurso de Soto y Gama en el teatro Morelos, el público se enfureció. La respuesta fue unánime. Los revolucionarios desenfundaron sus armas y cortaron cartucho apuntando al pecho del zapatista, muchos le gritaban traidor y pedían que bajara del estrado.
Posteriormente se mencionan los siguientes hechos
Frente a cientos de pistolas y carabinas que le apuntaban, Soto y Gama apenas tuvo tiempo de reaccionar, y sus palabras, que habían comenzado en el rojo más profundo, pasaron al verde y terminaron en el blanco y entonces recapacitó “Si bien es una bandera de la reacción, el pabellón se santificó con la gloriosa derrota del 47 y los triunfos contra la intervención francesa”. Y ya sin dudas sobre la legitimidad de la bandera –y con su vida a salvo– Soto y Gama también se inclinó, como el resto de los revolucionarios, ante sus tres colores para estampar su firma.
Francisco Ramírez Plancarte menciona que Soto y Gama pudo esclarecer el malentendido que hubo en su discurso. Al concluirlo con una defensa del Plan de Ayala, que buscaba reivindicar y darle justicia a las clases más humildes, el teatro prorrumpió en sonoros aplausos.
Mientras que Martín Luis Gúzman en su obra, El águila y la serpiente, hizo una recreación de tal hecho en donde narraba como Soto y Gama al mirar las armas que desenfundadas apuntaban directo a su persona se cruzó de brazos y simplemente comentó: "Cuando ustedes terminen entonces continuaré".
Años después declararía sobre el incidente "Mi obsesión era destruir la oscura maniobra de los carrancistas. La idea básica era demostrar que en lugar de ser un honor a la bandera el firmarla con un compromiso que destruía la libertad de acción de los elementos villistas, era un ultraje visible, era un desacato el valerse de ella como de un vulgar trapo manchado de tinta para que sirviera de base a los carrancistas a fin de atar a su carro triunfal a los villistas y quizás a los zapatistas, si nosotros fuéramos tan inocentes como para caer en la misma trampa. Atormentado por esta idea, aparté de mí la bandera y dije "Yo no firmaré sobre ella".